# Manifeste pour la culture wallonne
 (mai 2017).
 (10 mai 2017).
- Si vous ne connaissez pas le sujet, laissez ce bandeau (vous pouvez alors contacter les auteurs).
- Si vous supprimez le contenu mis en cause (vous pouvez préalablement contacter les auteurs),

argumentez précisément cette suppression dans la page de discussion
(un manque de référence n'est pas un argument ; une recherche réelle de référence doit avoir été effectuée, être formellement documentée).
Le Manifeste pour la culture wallonne, est un manifeste signé par quatre-vingts personnalités wallonnes connues et moins connues, publié le 15 septembre 1983 et qui vise la prise en compte de la culture wallonne qu'ils voient mal gérée par la Communauté Wallonie-Bruxelles.
Vingt ans plus tard, dans le cadre du fédéralisme belge, certains des signataires du Manifeste proposent un transfert des compétences culturelles, de l'enseignement et de la recherche à la Région wallonne dans un deuxième texte, le Manifeste pour une Wallonie maîtresse de sa culture, de son éducation et de sa recherche.
Ce Manifeste pour la culture wallonne se propose de définir la Wallonie comme distincte culturellement à la fois de Paris et de Bruxelles et pouvant constituer un pôle culturel important dans la francophonie à l'instar du Québec et de la culture québécoise. Sur le plan politique, ce texte, avant tout culturel, renvoie soit à une volonté d'autonomie culturelle dans le cadre de l'État fédéral belge, soit de manière plus radicale, à l'indépendantisme wallon (bien que le texte du Manifeste ne donne aucune indication à suivre à ce propos).

## Les réactions
Le Manifeste pour la culture wallonne  a été un élément dans la discussion sur le fédéralisme belge qui découpe trois communautés (linguistiques et culturelles) et trois Régions économiques. Chantal Kesteloot écrit : « La brèche ouverte par le Manifeste va peser sur le champ politique. Les fêtes de Wallonie, la fête de la communauté française sont autant d'occasions de s'exprimer pour les partisans et les adversaires de la Communauté… » Dans les milieux politiques et culturels concernés, le texte eut un  retentissement certain et prolongé. Jacques Hislaire titre dans son journal Combien de cultures en Belgique? et imagine que les idées du manifeste vont conduire au morcellement de la Wallonie : « Si le futur ministère de la Culture wallonne subventionne Julos Beaucarne pour des chansons dans le dialecte d'Ecaussines, il y aura discrimination pour tous les chanteurs qui s'expriment en sérésien, en verviétois ou en picard. », ce qui lui vaudra un droit de réponse d'un des signataires, Jean-Jacques Andrien. Des cartes blanches se succèdent dans Le Soir, soit défavorables comme Jean-Pol Baras, comme Luc Dardenne et Jean-Pierre Dardenne soit favorables comme le compte rendu du manifeste lui-même dans Le Soir du 16 septembre 1983. La Revue Nouvelle publie un numéro spécial en janvier 1984 intitulé Wallonie, autour d'un manifeste avec des articles favorables ou défavorables. En 1989, la controverse rebondit avec la parution dans Le Soir  d'un manifeste favorable à la Communauté. Deux réactions wallonnes sont à pointer, l'une favorable de l'écrivain René Swennen ; l'autre défavorable du Prix Rossel 1984 Thierry Haumont. En 1992  deux revues publient de concert un numéro spécial également sur le thème intitulé La Wallonie et ses intellectuels. En 2004, parlant de la belgitude de La Belgique malgré tout (n° spécial célèbre de la Revue de l'ULB, 1980), dans Histoire de la littérature belge (1830-2000), Michel Biron écrit :
«  On ne s'étonne guère (...) que la réaction la plus forte à la Belgique malgré tout soit venue de Wallonie. Elle prend la forme en 1983 d'un Manifeste pour la culture wallonne dans lequel plusieurs dizaines d'intellectuels et d'artistes wallons contestent l'hégémonie de Bruxelles. "Nous, signataires de ce texte (...) nous sommes et nous nous sentons être de Wallonie." Mis côté à côté, le manifeste wallon et La Belgique malgré tout paraissent antithétiques tant par la forme que le contenu. Aux soixante-huit "Je" du recueil de Jacques Sojcher s'oppose le "nous"  du manifeste; au "nulle part" des écrivains bruxellois s'oppose "un seul et même territoire", celui de la Wallonie »
Enfin, le volume Histoire de la Wallonie déjà cité place le Manifeste de 1988 et celui qui lui fit écho en 2003 dans les événements importants de la Chronologie qu'il détaille. La presse en parla y compris en Flandre et à l'étranger.

## Actualité
Début mars 2012, l'éditeur Fonds Mercator avec le soutien du Gouvernement wallon publie un livre de 400 pages intitulé Histoire culturelle de la Wallonie, avec de très nombreuses cartes, photos, reproductions,  sous la direction de Bruno Demoulin. Le dernier chapitre de ce livre Existe-t-il une identité wallonne? que signe Philippe Destatte est illustré par la page de couverture du n° spécial de La Revue nouvelle, Wallonie : Autour d'un Manifeste, janvier 1984 et l'affiche de Wallonie 2020. Une réflexion prospective citoyennes le devoir de la Wallonie, série de colloques organisés par l'Institut Destrée. Juste avant la page En guise de conclusion du directeur de la publication il se clôt par les dernières lignes du  Manifeste pour la culture wallonne (« Sont de Wallonie tous ceux qui vivent et travaillent dans l'espace wallon etc. »), suivies de cette réflexion de l'auteur de l'article à propos du projet wallon : « On le voit, et le Manifeste wallon l'avait souligné, ce projet n'est pas unique puisqu'il peut advenir dans d'autres espaces territoriaux. Le rappeler n'est pas innocent.»

### L'enseignement
En 2012, la régionalisation de l'enseignement revient au devant de l'actualité notamment avec des prises de position des ministres Jean-Claude Marcourt et Paul Magnette dans les médias (1 et 2).

## Le rebondissement de l'Appel bruxellois et la Réponse de cent Wallon(ne)s
Le journal Le Soir a publié le mercredi 20 décembre 2006 le texte d'un appel, intitulé Nous existons ! présenté la veille à la presse, et signé par une centaine de personnalités bruxelloises de premier plan parmi lesquelles Mateo Alaluf, Jean-Baptiste Baronian, Philippe Van Parijs, Claude Javeau, Jacques De Decker, François Schuiten, Guy Haarscher, Jean-Marc Ferry, Benoît Dejemeppe, Benoît Peeters, Riccardo Petrella, Axelle Red, Claude Semal, Olivier Strebelle, Thierry Tinlot... qui réclament la prise en compte des intérêts des Bruxellois dans la perspective des négociations institutionnelles programmées pour l'année 2007. Le texte qui décrit une Région de Bruxelles-Capitale multiculturelle et complexe appelle  les mandataires bruxellois à en défendre les intérêts quelles que soient leurs langues ou origines, au-delà des affrontements communautaires, les Bruxellois à signer l’appel  et les négociateurs « à accorder à Bruxelles, comme aux autres Régions, le pouvoir de forger son avenir [...] comme foyer d'un dynamisme profitant aux trois régions du pays. » Le texte exige clairement plus de région (à base spatiale et non linguistique), et moins de communauté (à base linguistique), ce qui se réfère au système institutionnel belge actuel bien que l'appel Nous existons ! se place au-delà de l'institutionnel. À cet Appel, plus d'une centaine de personnalités wallonnes ont répondu affirmativement le 7 mai et notamment Lise Thiry, Nicole Malinconi, Paul Meyer, Caroline Lamarche, Jacques Dubois, Jean-Marie Klinkenberg, Guy Denis,  Luc Courtois, Jean Germain, José Fontaine, Philippe Destatte, Jean Louvet, Nicolas Ancion, Jacques Brassinne de la Buissière, Jean-Claude Vandermeren, secrétaire général de la FGTB wallonne, Armand Delcampe, directeur du théâtre Jean Vilar et du Festival de Spa... . La liste complète des premiers  signataires  est à cette adresse  et le texte en son intégralité à celle-ci :
.